# Lennart Strand
Lennart Strand (Malmö, 13 giugno 1921 – Malmö, 23 gennaio 2004) è stato un mezzofondista svedese, specializzato nei 1500 metri piani.

## Palmarès
- Giochi olimpici

Londra 1948: argento nei 1500 metri.
- Europei

Oslo 1946: oro nei 1500 metri.